# Ponts de la route royale Paris-Bâle
Les ponts de la route royale Paris-Bâle sont des ponts situés dans l'Aube, en France.

## Description
Les ponts enjambent des bras morts ou vivants de la Seine.

## Localisation
Les ponts sont situés sur les communes du Mériot et de Nogent-sur-Seine, dans le département français de l'Aube.

## Historique
Les édifices sont inscrits au titre des monuments historiques en 1996.